# Abu l-Fath Khan Bakhtyari
Abu l- Fath Khan Bakhtyari fou un cap d'una de les faccions dels Bakhtyari (fracció haft lang) i cap tribal del grup. Era governador d'Esfahan a la mort de Nàdir-Xah Afxar (1747) i fou confirmat en el càrrec pels seus immediats successors Àdil Xah Ibrahim i Xah Rukh.
Quan el cap de l'altra facció dels bakhtyari, els čahar lang, dirigida per Ali Mardan Khan, i Karim Khan Zand van ocupar Esfahan, el 29 de juny de 1750 es va haver de posar al seu servei i van formar una junta per administrar la Pèrsia occidental sota pretext d'estabilitzar un imperi neosafàvida sota un monarca titella de nom Ismaïl III de Pèrsia. Karim fou el cap militar, Ali Mardan el wakil (regent o tutor del xa) i Abu l-Fath va romandre com a governador. Altres caps no el van reconèixer però Karim es va imposar a Azad Khan Afgan el 1758 a Tabriz i el 1759 a Muhammad Hasan Khan a Astarabad. El verdader governant fou Karim Khan. Uns mesos després, mentre Karim Khan feia campanya a Kurdistan, Ali Mardan Khan va empresonar Abu l-Fath Khan Bakhtyari i el va fer cegar i poc després el va fer matar, i el va substituir pel seu cosí al que va enviar a ocupar Fars. Això va precipitar el trencament entre Ali Mardan, considerat popularment un opressor, i Karim Khan, molt més benvolent; aquest darrer, convençut que el seu rival el mataria també, es va avançar, es va dirigir a Esfahan que va reconquerir en 1751 i el va derrotar, i Karim va agafar llavors el càrrec de wakil al-Dawla (Regent de la dinastia).